# Londres XI
El Londres XI fue una selección de fútbol que representó a la ciudad de Londres y que fue especialmente creada para tomar parte de la edición 1955-58 de la Copa europea de Ferias, competición antecesora de la Copa de la UEFA.
La competición se creó el 18 de abril de 1955, y se alargó durante tres años, hasta 1958. Los participantes eran los mayores clubes de las ciudades que eran sede de una Feria de Muestras, o sea gran parte de Inglaterra en este caso y de toda Europa en general. La ciudad de Londres tenía diversos equipos potentes para participar pero solo podía inscribirse uno, por lo que se decidió enviar una selección con los mejores jugadores de los clubes de la ciudad. El equipo de seleccionados fue variando partido a partido.
La selección, que fue dirigida por el presidente del Chelsea Joe Mears, alcanzó la final, tras vencer a las selecciones de Basilea y Fráncfort del Meno, así como al club suizo Lausanne Sports. Londres perdió por 8-2 en la prórroga a doble partido ante el combinado Barcelona XI (F.C Barcelona).
A partir de la siguiente edición de la competición, la ciudad de Londres ya fue representada por clubes y no por una selección.

## Equipos
- Equipos que representaron a la ciudad de Londres aportando sus estrellas; Arsenal,  Brentford, Charlton Athletic, Chelsea, Crystal Palace, Fulham, Leyton Orient, Millwall, Queens Park Rangers, Tottenham Hotspur y West Ham United.

## Palmarés

### Torneos internacionales
- Subcampeón de la Copa europea de Ferias (1): 1955-58